# Guillaume Lamberty
Guillaume Lamberty, né le 22 avril 1754 à Pontchâteau et mort le 16 avril 1794 à Nantes, est un révolutionnaire français.

## Biographie
Ouvrier carrossier, il se bat contre les Vendéens et Jean-Baptiste Carrier le rencontre sans doute à Cholet. Il en fait son adjoint direct à Nantes, lui donnant des pleins pouvoirs en diverses circonstances. Maître d'œuvre des noyades avec Jacques O'Sullivan (1761-1841), il est arrêté aussitôt après le départ de Carrier. Jugé par la commission Bignon, il est condamné à mort et guillotiné en 1794, non pas pour ses crimes, mais pour avoir fait libérer, en échange de ses faveurs, une aristocrate prisonnière dans une des prisons de Nantes.